# 空対空ミサイル

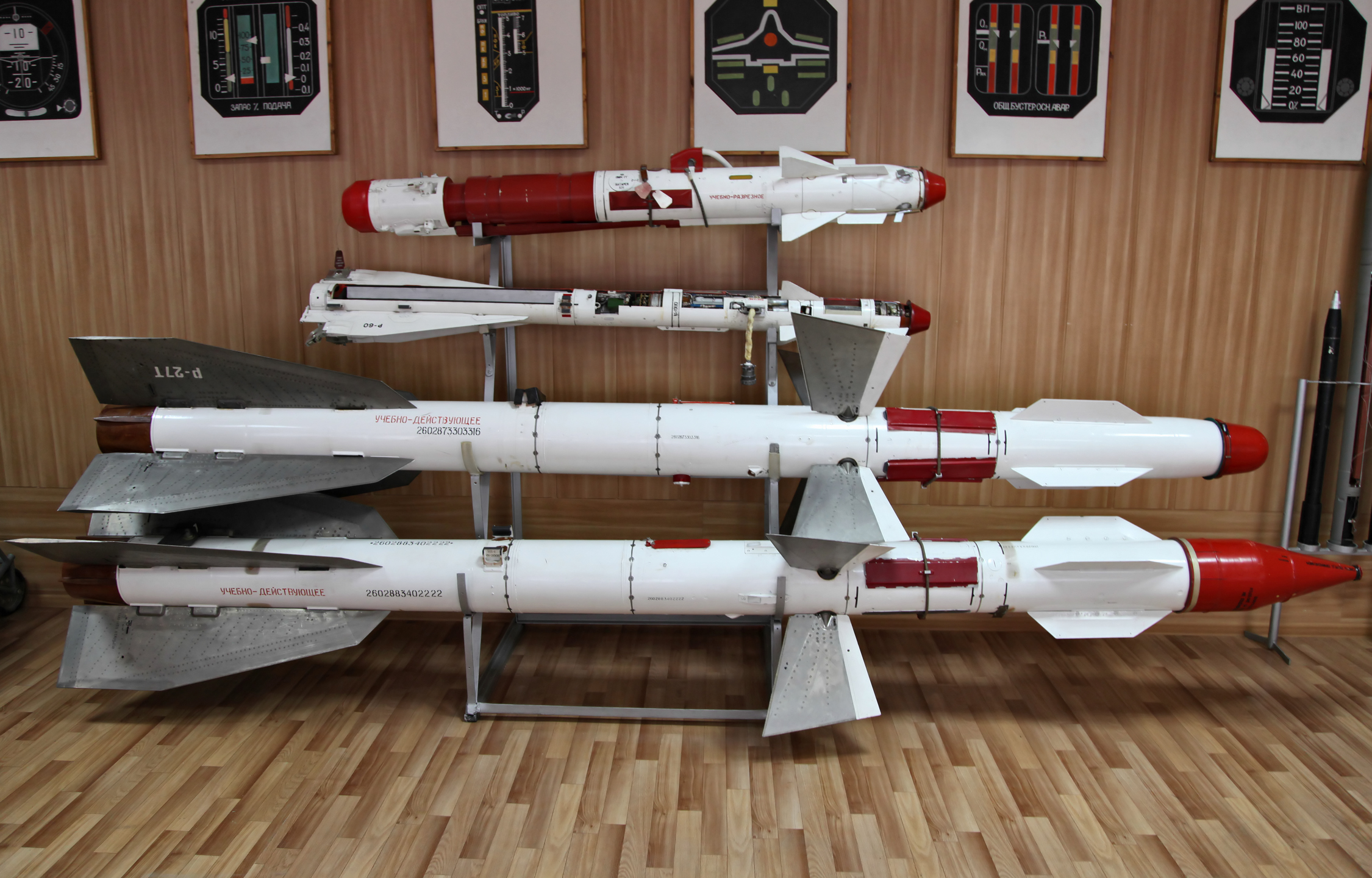
上からR-73、R-60、R-27T、R-27R

空対空ミサイル（くうたいくうミサイル、英語: air-to-air missile, AAM）は、兵器の1種であり、空中から発射され空中の目標を攻撃するためのミサイルである。

## 概要
長い円筒形をした本体形状に加え、前後中央の内の2箇所に4枚程の安定翼や姿勢制御翼をそなえているものが多い。本体は前から、シーカーを含む誘導部、弾頭部、固体ロケットエンジンなどの推進部で構成される。
空対空ミサイルの多くが戦闘機から発射され、敵航空機の撃墜によって航空優勢を得るために使用されるが、攻撃機や攻撃ヘリコプターのような航空機でも自衛的な目的など必要に応じて武装に加えられる。固定翼航空機では主翼下や主翼端、胴体下や胴体内部に搭載される。
第二次世界大戦中頃から開発が始まり、1960年代頃から本格的に用いられるようになった。成功した空対空ミサイルは地上発射機や海上艦艇に載せられ、比較的短射程の地対空ミサイルや艦対空ミサイルとして使用されるものもいくつかある。
初期の空対空ミサイルは、無誘導による命中率の低さ、敵爆撃機が編隊で密集して襲来することなどに対応するため、核爆弾を内蔵したものも作られた。AIR2（ジーニ）がその一例である。

## メカニズム

### 飛翔制御・推進方式
航空機同士の制空戦闘などでの使用が中心となり、短時間で高速度まで加速できる能力が要るためロケットエンジンが採用され、また、多くが小型で多数運用時での保守の手間やコストも考慮されて固体燃料ロケットが多い。
近年では射程を延ばすためロケットエンジンに加え、ラムジェットエンジンを装備するものも開発されている。
姿勢制御翼によって飛翔方向を制御するものが多いが、推力偏向方式を取り入れたものもある。

### 誘導方式
空対空ミサイルの誘導プロセスは、発射前の目標捕捉、中間誘導、終末誘導の方式によって、それぞれ分類することができる。

#### 捕捉方式
目標の発見、捕捉とミサイル発射の順序の違いにより、「LOBL」と「LOAL」に分けられる。
LOBL（Lock-On Before Launch）
ミサイル自身が搭載するシーカーが目標を捕らえてからミサイルを母機から発射する発射形態を指す。複数目標に対して複数ミサイルを放つ時に一方では追尾漏れがありもう一方では2基のミサイルが1つの目標を重複追尾するようなムダが発生しないよう、母機が複数のミサイルを厳密に統制したい場合にこの発射形態が選択される。
LOAL（Lock-On After Launch）
母機のセンサーが目標を捉えているものの、ミサイル搭載のシーカーが目標を捕らえないうちから発射して、その後の飛行中にこのシーカーが目標を探知して追尾を開始する（Lock-on）ことを想定した発射形態を指す。シーカーの検知可能距離を上回る射程のためLOBLが不可能な中・長距離ミサイルで使われる事が多い発射形態だが、短距離ミサイルであっても、目標が母機の横や後ろに居る場合などミサイルのシーカー走査角内にない場合に使用されることがある。
なお、短距離ミサイルがLOAL能力を持つようになったのは、比較的最近のことである。

#### 中間誘導
中間誘導は「ミサイルが発射されてからミサイル搭載シーカーが目標を捕らえる（Lock-on）まで」の中間段階の誘導。慣性誘導と指令誘導がある。慣性誘導は指令した座標に移動するようにミサイル自身のジャイロと加速度計で誘導することである。指令誘導とは、移動する目標を母機などのレーダーなどで追尾し、ミサイルに進行方向の指令を送って、最終的にミサイル搭載シーカーが目標を検知するところまでミサイルを誘導させる方法である。慣性誘導に比較し、目標位置のアップデートがあるので命中率は高まるが母機などが誘導指令を発し続ける必要がある。
ミサイルによっては中間誘導を採用せず、終末誘導のみの誘導方式を持っているものもある。

#### 終末誘導
終末誘導は「ミサイル搭載シーカーが目標を捕らえて（Lock-on）から後」の最終段階の誘導を指す。終末誘導は赤外線ホーミング（IRH）、セミアクティブ・レーダー・ホーミング（SARH）、アクティブ・レーダー・ホーミング（ARH）の三種類がある。空対空ミサイルとして、普及が進んだ順はIRH-SARH-ARHの順になり、このうち、IRHとARHはファイア・アンド・フォーゲット性能を備えている。
一般的に、レーダー誘導（SARH・ARH）のほうが、赤外線誘導のミサイルよりも射程が長い。これは、電波のほうが赤外線よりも大気圏内での透過性が高いためである。このことから、旧西側諸国においては、視程外射程のミサイルにはレーダー誘導を、視程内射程のミサイルには赤外線誘導を採用していることが多い。一方、旧東側諸国においては、標的の回避を困難にして命中確率を向上させるために、電波誘導と赤外線誘導の2種2発のミサイルを同時に発射する戦法をとる。その戦術を実現するために、1つの基本型のミサイルが赤外線誘導型と電波誘導型の2つの派生型を持つものがある。視程外射程で赤外線誘導を採用する場合は、中間誘導として指令誘導が併用されている。

## 技術史・運用史

### 初撃墜
空対空ミサイルが初めて実戦で発射され、撃墜を記録したのは、第2次台湾海峡危機のさなか、1958年9月24日金門馬祖周辺の台湾海峡において、中華人民共和国（中国人民解放軍空軍）と台湾（中華民国空軍）との交戦とされている。この戦闘において、台湾空軍はアメリカから供与されたAIM-9B サイドワインダーを装備したF-86F戦闘機をもって人民解放軍のMiG-17F（またはJ-5）と交戦、11機を撃墜した。

### 全方位交戦能力の獲得
第2世代以前のIRH誘導システムを搭載したミサイルでは、近・短波長赤外（N/SWIR）帯域しか検知できなかったことから、原則として、目標のジェット排気口が直接見える後方からしか捕捉することができなかった。しかし、新素材による赤外線センサーを採用した第2世代のIRH誘導システムでは、中波長赤外（MWIR）帯域の検知が可能となったことから、機体の後方に向かって排出されるジェット排気（プルーム）を捕捉することによって、側方からでも捕捉が可能となり、全方位交戦能力（All-Aspect Capability, ALASCA）が実現された。1964年から運用を開始したイギリスのレッドトップも限定的な全方位交戦能力を備えてはいたが、本格的な全方位交戦可能な空対空ミサイルの先がけとなったのは、アメリカのAIM-9Lで、これは1978年から生産を開始した。また、ソビエト連邦でも、1982年から運用開始したR-60Mで全方位交戦能力を獲得した。
AIM-9Lは、フォークランド紛争にて、イギリス海軍艦隊航空隊のシーハリアーFRS.1に搭載されて実戦投入された。このとき、アルゼンチン軍は、第2世代のIRH誘導システムを搭載したR.550 マジックを使用していたことから、全方位交戦能力を備えていなかった。このことから、交戦可能域という点でイギリス海軍が優位であり、AIM-9Lは、86%という極めて高い命中率を記録している。イギリス軍は、この戦争を通じて航空優勢を獲得していたが、AIM-9Lの全方位交戦能力は、これに大きく貢献した。

### オフボアサイト射撃能力の獲得
従来、IRH誘導のミサイルでは、目標捕捉を発射前に行なう方式（LOBL）が主流であったが、この場合、赤外線ミサイルシーカーの視野である「前方中心線左右15度の範囲」程度しかロックできず撃てないのが常識であった。
しかし、ソビエト連邦では、IRH誘導システムに中間指令誘導を組み合わせることで、発射後に目標を捕捉する（LOAL）ことにより、「IRSTが照準可能な前方中心線左右60度はIRSTが敵機のエンジン排気赤外線を追尾して、ロックしないで発射した赤外線画像ミサイルに敵機の座標を知らせて発射後ロック（LOAL）して命中させる」というオフボアサイト・ミサイルR-73を1985年頃に既に開発してMiG-29やSu-27に搭載していた。西側戦闘機のAIM-9L サイドワインダーは「前方中心線左右15度の範囲の敵」しか撃てないのに対し、東側のMiG-29やSu-27のR-73は「前方中心線左右60度の範囲の敵」を撃てるので、ドッグファイトでの優位性があった。
西側でも、イスラエルは早期からオフボアサイト射撃能力を重視しており、1990年代初頭にはR-73と同等のオフボアサイト能力を有するパイソン4の配備に入っていたが、冷戦構造の崩壊もあって北大西洋条約機構諸国での対応は遅れ、イギリスのASRAAMは1998年、アメリカのAIM-9Xは2000年、日本のAAM-5は2004年、ドイツなどのIRIS-Tは2005年からの引き渡しとなった。しかしIRSTと指令誘導によるオフボアサイト射撃は、アビオニクス全般まで変更せねば実現できないために、多くの西側諸国で赤外線シーカーをジンバルに載せて首を振り、発射前ロックできる角度を広げた準オフボアサイト赤外線ミサイルが開発された。

## 運用術
空対空ミサイルは、運用上、視程内射程のものと視程外射程のものに分類できる。
視程内射程（Within Visual Range, WVR）
20海里（37km）以内の射程で使用されるもので、短距離空対空ミサイル（SR-AAM）とほぼ同義である。小型・軽量で運動性や即応性に優れることから、航空機関砲とともにドッグファイト（格闘戦）の主たる武器として運用される。
多くは、中間誘導が不要であり、捕捉距離も短いため、比較的簡素な火器管制システム（FCS）でも運用できる。そのため、空対空以外の任務に従事する機体（攻撃機・戦闘爆撃機など）が、副次的・自衛的武装として携行することも多い。
視程外射程（Beyond Visual Range, BVR）
20海里（37km）以遠の射程で使用されるもので、中・長距離空対空ミサイル（MR-AAM, LR-AAM）がこれに該当する。比較的大重量であり、運動性・即応性も視程内射程ミサイルには劣るため、主に遠距離でのアウトレンジ攻撃や、視程外での空中戦闘機動の主たる武器として運用される。
遠距離で運用するため中間誘導が必要であり、終末誘導が求められる場合もあることから、高性能な火器管制システム（FCS）が必要となる。このため、搭載は、推力や電源に余裕があり質量ともに豊富な電子機器を装備する大型の要撃機や制空戦闘機にほぼ限られていた。ただし近年では、技術の進歩により、BVRミサイルとFCSの双方ともに小型・軽量化が進み、かつ中・小型戦闘機も従来の大型機に引けを取らないスペックを得ていることから、運用は拡大しつつある。

## 主要な空対空ミサイルの一覧
射程を目安に3つに分類した。重量、射程、飛翔速度、誘導方式などのスペックを記述したものもある。実際の射程は発射母機の速度や目標との高度差などにより、この値とは異なるものとなる。
| 種別              | 国籍           | 名称             | 総重量（kg） | 射程（km） | 速度 （マッハ数） | 誘導                  |
| ----------------- | -------------- | ---------------- | ------------ | ---------- | ----------------- | --------------------- |
| SR-AAM （短距離） | アメリカ合衆国 | AIM-4A           | 54           | 9.7        | 3.0               | SARH                  |
| SR-AAM （短距離） | アメリカ合衆国 | AIM-4G           | 66           | 11.3       | 4.0               | IRH                   |
| SR-AAM （短距離） | アメリカ合衆国 | AIM-9B           | 70           | 4.8        | 1.7               | IRH                   |
| SR-AAM （短距離） | アメリカ合衆国 | AIM-9L/M         | 86           | 18         | 2.5               | IRH                   |
| SR-AAM （短距離） | アメリカ合衆国 | AIM-9X           | 85           | 40         | 2.5               | IIR（w/ INS updated） |
| SR-AAM （短距離） | アメリカ合衆国 | AIM-92           | 16           | 4.5        | 2.2               | IRH+UVH               |
| SR-AAM （短距離） | イギリス       | ASRAAM           | 87           | 18         | 3.5               | IIR（w/ INS updated） |
| SR-AAM （短距離） | フランス       | R.550            | 89           | 15         | 2.7               | IRH                   |
| SR-AAM （短距離） | フランス       | R.530            | 193          | 18         | 3.0               | SARH / IRH            |
| SR-AAM （短距離） | イスラエル     | シャフリル       | 65           | 5          | 2.0               |                       |
| SR-AAM （短距離） | イスラエル     | シャフリル2      | 93           | 5          |                   |                       |
| SR-AAM （短距離） | イスラエル     | パイソン3        | 120          | 15         | 3.5               | IRH                   |
| SR-AAM （短距離） | イスラエル     | パイソン4        | 120          | 15         | 3.5               | IR/UVH                |
| SR-AAM （短距離） | イスラエル     | パイソン5        | 103          | 20         | 4.0               | IIR（w/ INS）         |
| SR-AAM （短距離） | 国際共同       | IRIS-T           | 88           | 25         | 2.7               |                       |
| SR-AAM （短距離） | 日本           | AAM-1            | 80           | 5          | N/A               | IRH                   |
| SR-AAM （短距離） | 日本           | AAM-3            | 91           | 13         | 2.5               | IRH+UVH               |
| SR-AAM （短距離） | 日本           | AAM-5            | 95           | 35         | 3.0               | IIR（w/ INS updated） |
| SR-AAM （短距離） | 中華民国       | TC-1             | 86.2         | 9          | 2.5               | IRH                   |
| SR-AAM （短距離） | ソビエト連邦   | K-5（AA-1）      | 74.2         | 3          | 2.4               | RC                    |
| SR-AAM （短距離） | ソビエト連邦   | R-3（AA-2）      | 90           | 8          | 1.6               | IRH                   |
| SR-AAM （短距離） | ソビエト連邦   | R-13M（AA-2C）   | 90           | 15         | 1.6               | IRH                   |
| SR-AAM （短距離） | ロシア         | R-60（AA-8）     | 43.5         | 8          | 2.7               | IRH                   |
| SR-AAM （短距離） | ロシア         | R-73（AA-11）    | 105          | 30         | 2.5               | IRH                   |
| SR-AAM （短距離） | 中国           | PL-5             | 83           | 18         | 2.2               | IRH                   |
| SR-AAM （短距離） | 中国           | PL-9             | 115          | 22         | 3.0+              | IRH                   |
| SR-AAM （短距離） | 中国           | PL-10            | 105          | 20         | 4.0               | IIR（w/ INS updated） |
| MR-AAM （中距離） | アメリカ合衆国 | AIM-7M           | 231          | 70         | 4.0               | SARH                  |
| MR-AAM （中距離） | アメリカ合衆国 | AIM-120C         | 152          | 110        | 4.0               | ARH（w/ INS updated） |
| MR-AAM （中距離） | イギリス       | スカイフラッシュ | 193          | 50         | 4.0               | SARH                  |
| MR-AAM （中距離） | イスラエル     | ダービー         | 188          | 50         | 4.0               | ARH（w/ INS updated） |
| MR-AAM （中距離） | フランス       | シュペル530      | 250          | 35         | 4.0+              | SARH                  |
| MR-AAM （中距離） | フランス       | MICA-IR          | 112          | 60+        | 4.0               | IIR（w/ INS updated） |
| MR-AAM （中距離） | フランス       | MICA-EM          | 112          | 60+        | 4.0               | ARH（w/ INS updated） |
| MR-AAM （中距離） | インド         | アストラ         | 154          | 80～110    | 4.0+              | ARH（w/ INS updated） |
| MR-AAM （中距離） | イタリア       | アスピーデ       | 220          | 50         | 2.5               | SARH                  |
| MR-AAM （中距離） | 国際共同       | ミーティア       | 185          | 100+       | 4.0+              | ARH（w/ INS updated） |
| MR-AAM （中距離） | 日本           | AAM-4            | 222          | 100(?)     | 4.0+              | ARH（w/ INS updated） |
| MR-AAM （中距離） | ソビエト連邦   | R-4              | 512          | 25         |                   | SARH                  |
| MR-AAM （中距離） | ソビエト連邦   | R-8              | 285          | 20         |                   | SARH                  |
| MR-AAM （中距離） | ソビエト連邦   | R-40             | 750          | 60         | 2.2               | SARH                  |
| MR-AAM （中距離） | ソビエト連邦   | R-23             | 235          | 35         | 3.0+              | SARH                  |
| MR-AAM （中距離） | ソビエト連邦   | R-24             | 243          | 50         | 3.0+              | SARH                  |
| MR-AAM （中距離） | ソビエト連邦   | R-98             | 285          | 20         |                   | SARH                  |
| MR-AAM （中距離） | ソビエト連邦   | R-27             | 240          | 80-130     | 4.0+              | SARH                  |
| MR-AAM （中距離） | ロシア         | R-77             | 175          | 100        | 4.0+              | ARH（w/ INS updated） |
| MR-AAM （中距離） | 中華民国       | TC-2             | 184          | 60         | 4.0+              | ARH（W/ INS）         |
| MR-AAM （中距離） | 中華民国       | TC-2C            | 184          | 100+       | 6.0+              | ARH（W/ INS）         |
| MR-AAM （中距離） | 中国           | PL-11            | 220          | 70         | 4.0               | SARH                  |
| MR-AAM （中距離） | 中国           | PL-12            | 180          | 70         | 4.0+              | ARH（w/ INS updated） |
| LR-AAM （長距離） | アメリカ合衆国 | AIM-54           | 458          | 204        | 4.0               | ARH（w/ SARH）        |
| LR-AAM （長距離） | アメリカ合衆国 | AIM-174B         | 860          | 240        | 8                 | ARH（w/ INS updated） |
| LR-AAM （長距離） | ソビエト連邦   | R-33             | 450          | 160        | 3.5               | SARH                  |
| LR-AAM （長距離） | ロシア         | R-37             | 600          | 300        | 6.0               | ARH（w/ INS updated） |
| LR-AAM （長距離） | ロシア/ インド | KS-172           | 750          | 400        | 4.0               | ARH（w/ INS updated） |
| LR-AAM （長距離） | 中国           | PL-15            | 200-230      | 145–200    | 4.0+              | ARH（w/ INS updated） |
| LR-AAM （長距離） | 中国           | PL-21            | 250-270      | 300-400    | 5.0               | ARH（w/ INS updated） |